# 鍋料理
鍋料理（日语：／ naberyōri），又稱鍋物（／ nabemono），是人們對日本火鍋的統稱。人們一般在寒冷的季节食用日式火鍋。食用日式火鍋時人們會將鍋放在便携式炉子上保持溫度。食客可以从锅里挑选他们想要的食物。這些食物可以和汤一起吃，也可以和蘸料一起吃，也可以在锅里陆续加入更多的配料。相撲火鍋、腸鍋、關東煮、涮涮鍋、壽喜燒等都屬於日式火鍋。